# 薄片青冈
薄片青冈（学名：Cyclobalanopsis lamellosa），为壳斗科青冈属下的一个植物种。